# Enoploides longispiculosus
Enoploides longispiculosus är en rundmaskart som beskrevs av Vitiello 1967. Enoploides longispiculosus ingår i släktet Enoploides och familjen Enoplidae. Inga underarter finns listade i Catalogue of Life.